# Lionel Loueke
Lionel Loueke, né le 27 avril 1973 au Bénin, est un guitariste de jazz.

## Biographie
Lionel Loueke s'installe en 1990 à Abidjan en Côte d'Ivoire pour étudier à l'institut national supérieur des arts et de l'action culturelle. Puis il reçoit une bourse pour étudier à Paris en France à l'American School of Modern Music de 1994 à 1998. En 1999, Lionel Loueke reçoit une bourse pour étudier au Berklee College of Music à Boston, qu'il termine en 2000.
Lionel Loueke commence l'apprentissage des percussions à l'âge de 9 ans, mais il est influencé par un de ses grands-frères qui joue de la guitare, qu'il commence à étudier à la fin de son adolescence. Il économise 50$ en un an pour s'acheter sa première guitare. Il ne pouvait changer ses cordes qui provenaient du Nigéria, et les entretenait à l'aide de vinaigre. Pour changer ses cordes, il utilisait des câbles de bicyclette.
Il obtient son premier engagement par hasard, lorsque le manager d'un club l'entend à l'occasion d'un solo de guitare. Il joue alors de la pop africaine, et découvre le jazz à travers un album de George Benson, envoyé par un ami parisien.
Lionel Loueke passe avec succès une audition pour entrer au Thelonious Monk Institute of Jazz à l'université de Californie en 2001, devant un jury comprenant Herbie Hancock, Terence Blanchard et Wayne Shorter. Il y reste jusqu'en 2003.
En 2002, il commence à jouer avec le trompettiste Terence Blanchard avec qui il enregistre deux albums sur le label Blue Note.
Lionel Loueke fait partie du groupe Gilfema avec Ferenc Nemeth (batterie) et Massimo Biolcati (basse), qu'il a rencontrés au Berklee College of Music.

## Discographie

### En tant que leader ou coleader
- 2005 : In A Trance, Space Time Records
- 2005 : Gilfema, Gilfema, ObliqSound
- 2007 : Virgin Forest, ObliqSound
- 2008 : Karibu, Blue Note
- 2008 : Gilfema, Gilfema + 2 avec les clarinettistes Anat Cohen et John Ellis, ObliqSound
- 2015 : Gaia (Blue Note)
- 2010 : Mwaliko, Blue Note
- 2012 : Heritage, EMI
- 2018 : Close Your Eyes (Newvelle)
- 2018 : The Journey, Aparté
- 2018 : Obsession avec Céline Rudolph (Obsessions)
- 2020 : The Journey, the bonuses, Aparté
- 2020 : HH[1], (Edition Records)

### En tant que sideman
- 2003 : Terence Blanchard, Bounce
- 2004 : Charlie Haden, Land of The Sun, Verve Records
- 2005 : Gretchen Parlato, Gretchen Parlato
- 2005 : Terence Blanchard, Flow
- 2006 : Herbie Hancock, Possibilities
- 2007 : Avishai Cohen, After the Big Rain
- 2007 : Herbie Hancock, River: The Joni Letters
- 2009 : Gretchen Parlato, In a Dream
- 2009 : Terence Blanchard, Choices
- 2012 : Alison Wedding, This Dance, guitare et voix sur "Carry On'"
- 2017 : Blue Note All Stars, Blue Note
- 2018 : The Chick Corea + Steve Gadd Band, Chinese Butterfly, Stretch Records